# Reprezentacja Meksyku w piłce siatkowej kobiet
Reprezentacja Meksyku w piłce siatkowej kobiet to narodowa reprezentacja tego kraju, reprezentująca go na arenie międzynarodowej.

## Osiągnięcia
Igrzyska Ameryki Środkowej i Karaibów:
- 1. miejsce – 1938, 1959, 1970
- 2. miejsce – 1966, 1974, 1978, 1982, 1986, 1990, 1993
- 3. miejsce – 1946, 1962, 2002

Igrzyska Panamerykańskie:
- 1. miejsce – 1955
- 3. miejsce – 1963, 1971, 1975, 2023[2]

Mistrzostwa Ameryki Północnej, Środkowej i Karaibów:
- 1. miejsce – 1969, 1971
- 3. miejsce – 1975, 1979, 1981

Puchar Panamerykański:
- 2. miejsce – 2021

## Udział i miejsca w imprezach

### Igrzyska Olimpijskie
| Rok  | Kraj           | Miejsce      |
| ---- | -------------- | ------------ |
| 1964 | Tokio          | brak udziału |
| 1968 | Meksyk         | 7. miejsce   |
| 1972 | Monachium      | brak udziału |
| 1976 | Montreal       | brak udziału |
| 1980 | Moskwa         | brak udziału |
| 1984 | Los Angeles    | brak udziału |
| 1988 | Seul           | brak udziału |
| 1992 | Barcelona      | brak udziału |
| 1996 | Atlanta        | brak udziału |
| 2000 | Sydney         | brak udziału |
| 2004 | Ateny          | brak udziału |
| 2008 | Pekin          | brak udziału |
| 2012 | Londyn         | ?            |
| 2016 | Rio de Janeiro | ?            |

### Mistrzostwa Świata
| Rok  | Kraj           | Miejsce      |
| ---- | -------------- | ------------ |
| 1952 | ZSRR           | brak udziału |
| 1956 | Francja        | brak udziału |
| 1960 | Brazylia       | brak udziału |
| 1962 | ZSRR           | brak udziału |
| 1967 | Japonia        | brak udziału |
| 1970 | Bułgaria       | 12. miejsce  |
| 1974 | Meksyk         | 10. miejsce  |
| 1978 | ZSRR           | 15. miejsce  |
| 1982 | Peru           | 13. miejsce  |
| 1986 | Czechosłowacja | brak udziału |
| 1990 | Chiny          | brak udziału |
| 1994 | Brazylia       | brak udziału |
| 1998 | Japonia        | brak udziału |
| 2002 | Niemcy         | 24. miejsce  |
| 2006 | Japonia        | 24. miejsce  |
| 2010 | Japonia        | brak udziału |
| 2014 | Włochy         | ?            |

### Mistrzostwa Ameryki Północnej
| Rok  | Kraj              | Miejsce      |
| ---- | ----------------- | ------------ |
| 1969 | Meksyk            | 1. miejsce   |
| 1971 | Kuba              | 1. miejsce   |
| 1973 | Meksyk            | 4. miejsce   |
| 1975 | Stany Zjednoczone | 3. miejsce   |
| 1977 | Dominikana        | 6. miejsce   |
| 1979 | Kuba              | 3. miejsce   |
| 1981 | Meksyk            | 3. miejsce   |
| 1983 | Stany Zjednoczone | 4. miejsce   |
| 1985 | Dominikana        | brak udziału |
| 1987 | Kuba              | 4. miejsce   |
| 1989 | Portoryko         | 4. miejsce   |
| 1991 | Kanada            | 4. miejsce   |
| 1993 | Stany Zjednoczone | 4. miejsce   |
| 1995 | Dominikana        | 6. miejsce   |
| 1997 | Portoryko         | 6. miejsce   |
| 1999 | Meksyk            | 6. miejsce   |
| 2001 | Dominikana        | 4. miejsce   |
| 2003 | Dominikana        | brak udziału |
| 2005 | Trynidad i Tobago | 7. miejsce   |
| 2007 | Kanada            | 6. miejsce   |
| 2009 | Portoryko         | 6. miejsce   |
| 2011 | Portoryko         | 5. miejsce   |
| 2013 | Stany Zjednoczone | ?            |

### Igrzyska panamerykańskie
| Rok  | Miasto         | Miejsce      |
| ---- | -------------- | ------------ |
| 1955 | Meksyk         | 1. miejsce   |
| 1959 | Chicago        | brak udziału |
| 1963 | San Paolo      | 3. miejsce   |
| 1967 | Winnipeg       | 5. miejsce   |
| 1971 | Cali           | 3. miejsce   |
| 1975 | Meksyk         | 3. miejsce   |
| 1979 | San Juan       | 5. miejsce   |
| 1983 | Caracas        | brak udziału |
| 1987 | Indianapolis   | brak udziału |
| 1991 | Hawana         | brak udziału |
| 1995 | Mar del Plata  | brak udziału |
| 1999 | Winnipeg       | brak udziału |
| 2003 | Santo Domingo  | 8. miejsce   |
| 2007 | Rio de Janeiro | 7. miejsce   |
| 2011 | Guadalajara    | 8. miejsce   |

### Igrzyska Ameryki Środkowej i Karaibów
| Rok  | Miasto                     | Miejsce    |
| ---- | -------------------------- | ---------- |
| 1935 | San Salvador               | 1. miejsce |
| 1938 | Panama                     | 1. miejsce |
| 1946 | Barranquilla               | 3. miejsce |
| 1954 | Meksyk                     | 1. miejsce |
| 1959 | Caracas                    | 1. miejsce |
| 1962 | Kingston                   | 3. miejsce |
| 1966 | San Juan                   | 2. miejsce |
| 1970 | Panama                     | 1. miejsce |
| 1974 | Santo Domingo              | 2. miejsce |
| 1978 | Medellín                   | 2. miejsce |
| 1982 | Hawana                     | 2. miejsce |
| 1986 | Santiago de los Caballeros | 2. miejsce |
| 1990 | Meksyk                     | 2. miejsce |
| 1993 | Ponce                      | 2. miejsce |
| 1998 | Maracaibo                  | 5. miejsce |
| 2002 | San Salvador               | 3. miejsce |
| 2006 | Cartagena de Indias        | 4. miejsce |
| 2010 | Mayagüez                   | 5. miejsce |
| 2014 | Veracruz                   | ?          |